# Championnat de Nouvelle-Zélande de football 2003
Navigation
Saison précédente Saison suivante
La saison 2003 du Championnat de Nouvelle-Zélande de football est la 34e édition du championnat de première division en Nouvelle-Zélande. Les dix meilleurs clubs du pays sont regroupés au sein d'une poule unique, la National Soccer League, où ils s'affrontent deux fois, à domicile et à l'extérieur. À l'issue de cette phase, les quatre premiers disputent la phase finale, jouée sous forme de tournoi à élimination directe. Il n'y a pas de relégation en fin de saison car le format du championnat va une nouvelle fois être modifié.
C'est le club de Miramar Rangers AFC, tenant du titre, qui remporte à nouveau le championnat après avoir battu en finale East Auckland. C'est le 2e titre de champion de Nouvelle-Zélande de l'histoire du club.

## Les clubs participants
| - Caversham AFC - Promu de championnat régional - East Auckland - Miramar Rangers - Central United FC - Canterbury United | - Manawatu United - Napier City Rovers AFC - Dunedin Technical AFC - North Shore United AFC - Tauranga City United AFC |

## Compétition

### Première phase
Le barème utilisé pour établir le classement est le suivant :
- Victoire : 3 points
- Match nul : 1 point
- Défaite : 0 point

| Rang | Équipe                   | Pts | J  | G  | N | P  | Bp | Bc | Diff |
| ---- | ------------------------ | --- | -- | -- | - | -- | -- | -- | ---- |
| 1    | Miramar Rangers AFC (T)  | 33  | 18 | 11 | 0 | 7  | 46 | 29 | +17  |
| 2    | East Auckland            | 33  | 18 | 10 | 3 | 5  | 34 | 24 | +10  |
| 3    | Central United FC        | 31  | 18 | 10 | 1 | 7  | 44 | 29 | +15  |
| 4    | Napier City Rovers AFC   | 29  | 18 | 9  | 2 | 7  | 29 | 28 | +1   |
| 5    | Manawatu United          | 27  | 18 | 8  | 3 | 7  | 32 | 29 | +3   |
| 6    | Canterbury United        | 26  | 18 | 7  | 5 | 6  | 34 | 34 | 0    |
| 7    | North Shore United AFC   | 23  | 18 | 6  | 5 | 7  | 30 | 34 | -4   |
| 8    | Caversham AFC (P)        | 20  | 18 | 5  | 5 | 8  | 19 | 26 | -7   |
| 9    | Dunedin Technical AFC    | 20  | 18 | 6  | 2 | 10 | 24 | 38 | -14  |
| 10   | Tauranga City United AFC | 14  | 18 | 4  | 2 | 12 | 20 | 41 | -21  |

|  | Participation à la phase finale                      |
|  | (T) : Tenant du titre (P) : Promu de Regional League |

### Phase finale
|  | Quarts de finale | Quarts de finale   | Quarts de finale |  |   | Demi-finale       | Demi-finale | Demi-finale |   |                 | Finale                     | Finale                     | Finale                     |
|  |                  |                    |                  |  |   |                   |             |             |   |                 |                            |                            |                            |
|  | 31 mai           |                    |                  |  |   |                   |             |             |   |                 |                            |                            |                            |
|  | 1                | Miramar Rangers    | 0                |  |   |                   |             |             |   |                 | 15 juin à North Shore City | 15 juin à North Shore City | 15 juin à North Shore City |
|  | 2                | East Auckland      | 2                |  |   | 8 juin            | 8 juin      | 8 juin      |   |                 | 2                          | East Auckland              | 2                          |
|  |                  |                    |                  |  | 1 | Miramar Rangers   | 5           |             | 1 | Miramar Rangers | 3                          |                            |                            |
|  | 31 mai           | 31 mai             | 31 mai           |  | 3 | Central United FC | 2           |             |   |                 |                            |                            |                            |
|  | 3                | Central United FC  | 3                |  |   |                   |             |             |   |                 |                            |                            |                            |
|  | 4                | Napier City Rovers | 2                |  |   |                   |             |             |   |                 |                            |                            |                            |

## Bilan de la saison
| Championnat de Nouvelle-Zélande de football 2003                             |                                |
| Champion                                                                     | Miramar Rangers AFC (2e titre) |
| Coupes et trophées                                                           |                                |
| Vainqueur de la Coupe de Nouvelle-Zélande 2003                               | University-Mount Wellington    |
| Promotions et relégations                                                    |                                |
| Promus en Championnat de Nouvelle-Zélande de football                        | Aucun                          |
| Relégués en Championnat de Nouvelle-Zélande de football de deuxième division | Aucun                          |